# ボビー・チャコン
ボビー・チャコン（Bobby Chacon、1951年11月28日 -  2016年9月7日）は、アメリカ合衆国の男性プロボクサー。カリフォルニア州ロサンゼルスシルマー出身。元WBC世界フェザー級王者。元WBC世界スーパーフェザー級王者。世界2階級制覇王者。

## 来歴
1972年4月17日、プロデビュー。
1973年6月23日、20戦目のNABF北米フェザー級王座決定戦でルーベン・オリバレスと対戦し、9回KO負けで王座獲得に失敗するとともにキャリア初黒星となった。
1974年3月4日、元日本バンタム級王者黒沢元三と対戦し、5回KO勝ち。
1974年5月24日、のちのWBC世界フェザー級王者ダニー・ロペスと対戦し、9回KO勝ち。ロペスはキャリア初黒星となった。
1974年9月7日、27戦目での世界初挑戦となったWBC世界フェザー級王座決定戦でアルフレド・マルカノと対戦し、9回KO勝ちで世界王座を獲得した。
1975年6月20日、2度目の防衛戦でルーベン・オリバレスと2年ぶりに再戦し、2回TKO負けで王座から陥落した。
1975年12月7日、ラファエル・リモンと対戦し、10回判定負け。
1977年8月20日、ルーベン・オリバレスとラバーマッチで対戦し、10回判定勝ち。オリバレスとの対戦成績を2勝1敗とした。
1979年2月26日、シゲ福山で対戦し、5回KO勝ち。福山はこの試合を最後に引退した。
1979年4月9日、NABF北米スーパーフェザー級王者となったラファエル・リモンと再戦し、7回負傷判定ドローで王座獲得ならず。
1979年11月16日、WBC世界スーパーフェザー級王者アレクシス・アルゲリョに挑戦し、7回KO負けで2階級制覇のチャンスを逃した。
1980年3月21日、ラファエル・リモンとラバーマッチで対戦し、10回判定勝ち。
1981年5月30日、WBC世界スーパーフェザー級王者コーネリアス・ボサ・エドワーズに挑戦し、13回KO負けで2度目の2階級制覇のチャンスを逃した。
1982年12月12日、WBC世界スーパーフェザー級王者となったラファエル・リモンに挑戦し、15回判定勝ちで3度目にして2階級制覇に成功した。リモンとの対戦成績を2勝1敗1分とした。
1983年5月15日、防衛戦でコーネリアス・ボサ・エドワーズと対戦し、15回判定勝ちで初防衛に成功した。その後、ヘクター・カマチョとの防衛戦を拒否し、同王座は剥奪された。
1984年1月14日、1階級上のWBA世界ライト級王者レイ・マンシーニに挑戦し、3回TKO負けで3階級制覇に失敗した。
その後はタイトルに絡むことなく、1988年6月2日の試合を最後に引退した。
2016年9月7日、死亡。64歳没。近年は認知症を患っていた。

## 獲得タイトル
- WBC世界フェザー級王座（防衛1度）
- WBC世界スーパーフェザー級王座（防衛1度）